# Hell and High Water (ER)
Hell and High Water is de zevende aflevering van het tweede seizoen van de televisieserie ER, die voor het eerst werd uitgezonden op 9 november 1995.

## Verhaal
Dr. Ross besluit om County General te verlaten door een baan aan te nemen in een particulier ziekenhuis. Als hij op zijn laatste dag het ziekenhuis verlaat wordt zijn hulp gevraagd door een jongen, zijn broer zit vast in het riool terwijl het water snel stijgt door een stortbui. Het lukt Dr. Ross om hem te redden en moet al zijn kennis inzetten om hem levend in het ziekenhuis te krijgen. Deze reddingsoperatie van Dr. Ross wordt opgepikt door de media die het live uitzenden op de televisie. 
Dr. Benton, Carter en Harper moeten vol aan de bak om het leven van een kind te redden die aangereden werd door een auto. Zijn ouders die in een vechtscheiding liggen compliceren de zaak.  

## Rolverdeling

### Hoofdrol
- Anthony Edwards - Dr. Mark Greene
- George Clooney - Dr. Doug Ross
- Eriq La Salle - Dr. Peter Benton
- William H. Macy - Dr. David Morgenstern
- Noah Wyle - John Carter
- Christine Elise - Harper Tracy
- Gloria Reuben - Jeanie Boulet
- Julianna Margulies - verpleegster Carol Hathaway
- Conni Marie Brazelton - verpleegster Connie Oligario
- Deezer D - verpleger Malik McGrath
- Lily Mariye - verpleegster Lily Jarvik
- Vanessa Marquez - verpleegster Wendy Goldman
- Abraham Benrubi - Jerry Markovic
- Montae Russell - ambulancemedewerker Dwight Zadro

### Gastrol
- Robert Cicchini - verslaggever Channel 5
- Erik von Detten - Ben Larkin
- Zachary Charles - Joey Larkin
- Will Jeffries - Mr. Larkin
- Luis Avalos - kinderarts particulier ziekenhuis
- Andrea Parker - Linda Farrell
- Ellen Albertini Dow - Mrs. Riblet
- Chase Masterson - Mrs. Phillips
- J. Madison Wright - Molly Phillips
- Peter Gregory - Mr. Phillips
- Yolanda Gaskins - tv-verslaggeefster Dr. Beth Mahoney

en vele andere